# 나나이스키군

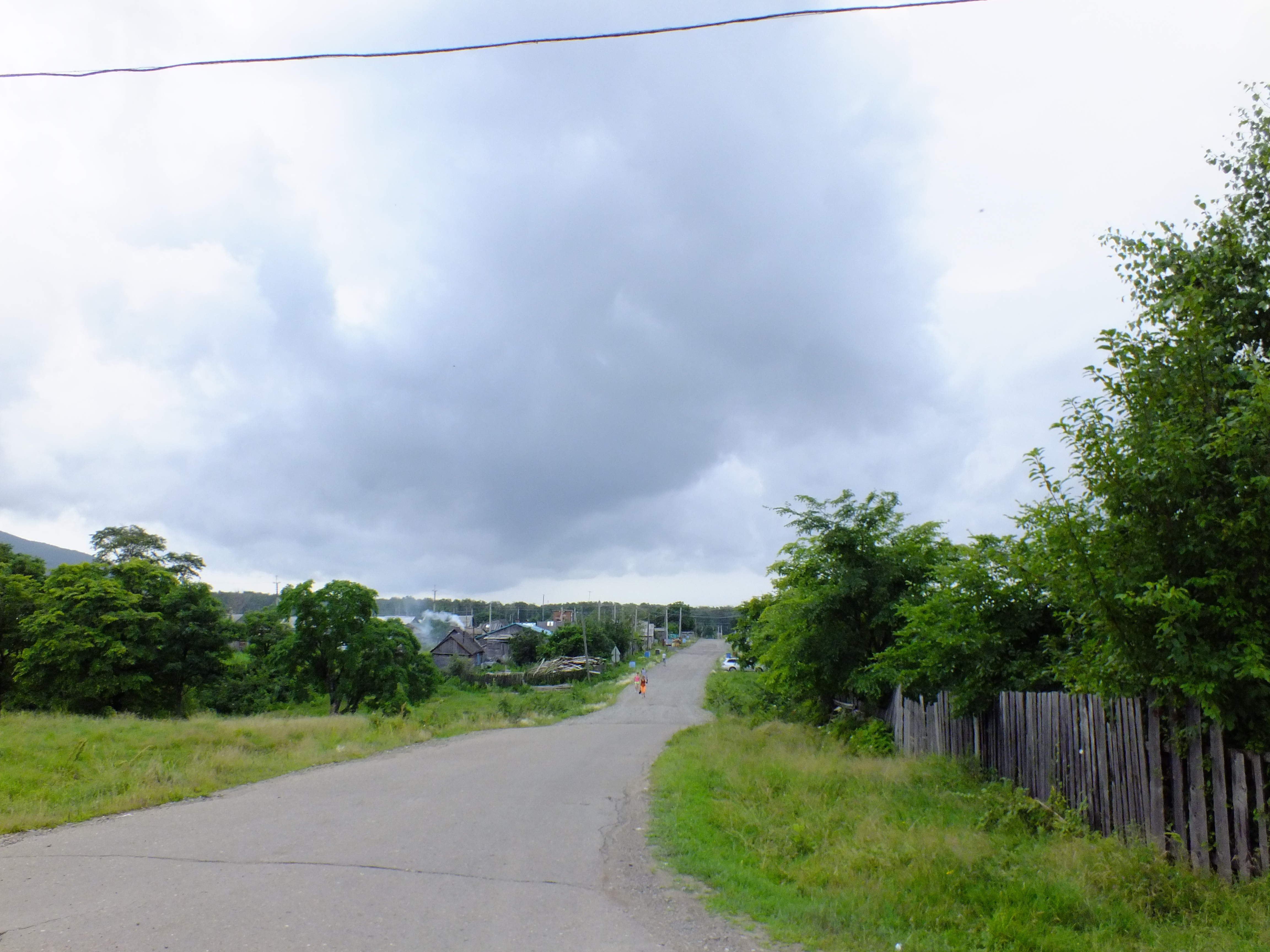

나나이스키군(러시아어: Нана́йский райо́н, 나나이어: Нанайскай райони/Нани райони/Хэдзени боа)은 하바롭스크 지방의 군이다.
중심지는 트로이츠코예이다.

## 역사
나나이스키 군은 1934년 6월 21일부터 소비에트 극동지방구역예산위원회 간부회(Президиума Дальневосточного Краевого Исполнительного Комитета Советов РК)와 입헌민주당(КД)의 결정으로써 구성했다.

## 지리
군은 하바롭스크 지방의 하바롭스크, 아무르스키 군, 콤소몰스키 군, 바닌스키 군, 소베츠코가반스키 군과 이메니라조스키 군, 프리모르스키 지방와도 접해 있다. 지방 중심에서 원거리는 200 km이다.

## 인구
이 군엔 2만40명 (2009년)이 거주하고 있다.
군의 불변인구수는 1만9,493명을 이루고 있다. 그 수 속에 4752명의 예부터의 북부 소수 민족들의 대표자들(만시인 — 2명, 예벤키인 18명, 코랴크인 — 5명, 축치인 — 2명, 예벤인 — 17명, 이텔멘인 — 3명, 나나이족 — 4,469명(22,93 %), 네기달인 — 1명, 니브히족 — 45명, 오로치인 — 2명, 돌간인 — 2명, 우데게이인 — 159명, 울치인 — 27명)이 포함되어 있다.

## 참고 문헌
1. ↑  “Численность населения Российской Федерации по городам, посёлкам городского типа и районам на 1 января 2009 г.”. 2009년 8월 28일에 원본 문서에서 보존된 문서. 2009년 8월 28일에 확인함.